# Châtelperronien
Das Châtelperronien (kurz CP-Kultur) ist eine archäologische Kultur am Übergang vom Mittelpaläolithikum zum Jungpaläolithikum, die im Jahr 2014 mittels Radiokohlenstoffdatierung in die Zeitspanne zwischen 45 000 und 40 000 Jahren vor heute (cal BP) datiert wurde. Im westeuropäischen Verbreitungsgebiet ist es die letzte Kultur, die mit den Neandertalern in Verbindung steht. Da sie sich zeitlich mit dem älteren Aurignacien überschneidet und Annäherungen in den materiellen Hinterlassenschaften auftreten, wurde sie insbesondere von Jean-Jacques Hublin als Beleg der kulturellen Beeinflussung des Neandertalers durch die Cro-Magnon-Menschen interpretiert. Diese Interpretation war zunächst umstritten, sie wurde jedoch 2016 durch erhalten gebliebene Eiweiße aus mehreren Dutzend in der Höhle Grotte du Renne gefundenen Knochen untermauert.

## Bezeichnung und Typlokalität
Die Bezeichnung Châtelperronien wurde 1906 von Henri Breuil eingeführt, nach der Fundstelle Grotte des Fées bei Châtelperron (Département Allier).

## Verbreitung
Das Châtelperronien ist lediglich in Frankreich und Nordspanien verbreitet. In Frankreich findet es sich hauptsächlich im Südwesten (Départements Charente, Dordogne, Lot und Vienne), im westlichen Pyrenäenraum sowie im Loire- und im Seinebecken.

## Zeitlicher Rahmen
Als Substrat der Entstehung des Châtelperroniens wird das Moustérien vom Typ Moustérien de tradition Acheuléen angesehen. In Südfrankreich wird es gemäß der Gliederung von Denis Peyrony als „Périgordien I“ (auch Périgordien ancien oder Périgordien inférieur) bezeichnet. Das Châtelperronien bestand zeitgleich zum Unteren Aurignacien und wurde vom Mittleren Aurignacien abgelöst.

## Klima

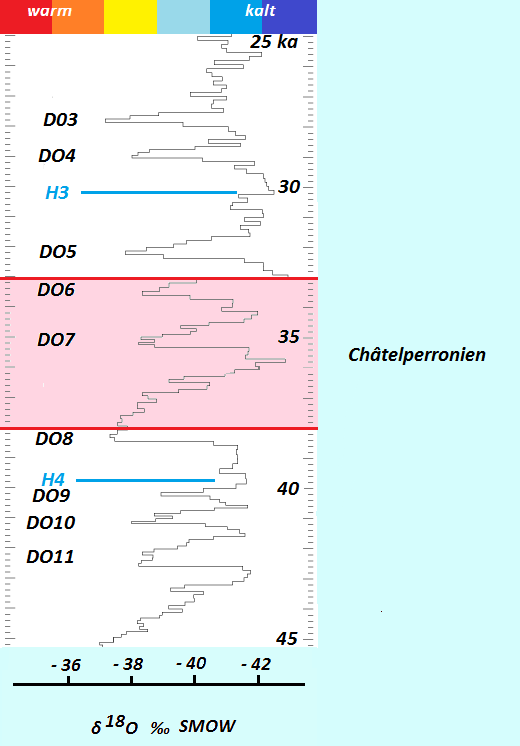
Das Chätelperronien im zeitlichen Rahmen 25 bis 45 ka

Das Châtelperronien liegt in einem klimatisch zwar insgesamt gesehen etwas milderen, aber durch deutliche Temperaturschwankungen sehr instabilen Zeitabschnitt der Würmeiszeit. Es setzt im Huneborg II mit dem Dansgaard-Oeschger-Ereignis DO8, einer recht bedeutenden Warmphase, ein. Nach einer markanten Abkühlung um 34.000 v. Chr. folgte mit DO7 eine weitere Warmphase, die bereits zum Denekamp-Interstadial gehört. DO6, ebenfalls aus dem Denekamp-Interstadial, kennzeichnet dann das Ende des Châtelperroniens. In Frankreich wird selbst noch das DO5 (Maisières-Interstadial) zum Châtelperronien gerechnet.

## Hominine Fossilien
Hominine Fossilien des Châtelperroniens wurden in gesichertem archäologischen Kontext nur in zwei Fundplätzen gefunden: das Fossil Saint-Césaire 1 in Saint-Césaire und der Grotte du Renne (Rentierhöhle) von Arcy-sur-Cure. Eine Studie, die isolierte Zähne aus Châtelperronien-Schichten als Hauptquelle einbezog, konnte eine relativ sichere Zuordnung dieser Kultur zum Neandertaler bestätigen. Die Neandertaler-Bestattung von Saint-Césaire galt in der deutschsprachigen Literatur lange Zeit als unsicherer Beleg, weil die umgebende Fundschicht nach Meinung von Gerhard Bosinski eher als spätes Moustérien des Typs MtA denn als Châtelperronien gewertet wurde.
Wiederholt wurden in Fundplätzen mit Châtelperronien Interstratifikationen von Neandertalern und Cro-Magnon-Mensch diskutiert, z. B. in El Pendo (Nordspanien), Roc de Combe und Le Piage 15 (Frankreich) sowie auch in der Typlokalität Grotte des Fées bei Châtelperron. Ein im Jahre 2011 publizierter oberer Schneidezahn aus Châtelperronien-Schichten von Roches d’Abilly weist indes keine Neandertalermerkmale auf. Eine Publikation von 2012 konnte sich erstmals auf eine direkte 14C-Datierung eines Knochens von Saint-Césaire stützen, die ein Alter von 41.500 BP ergab.

## Archäologisches Inventar

### Werkzeuge

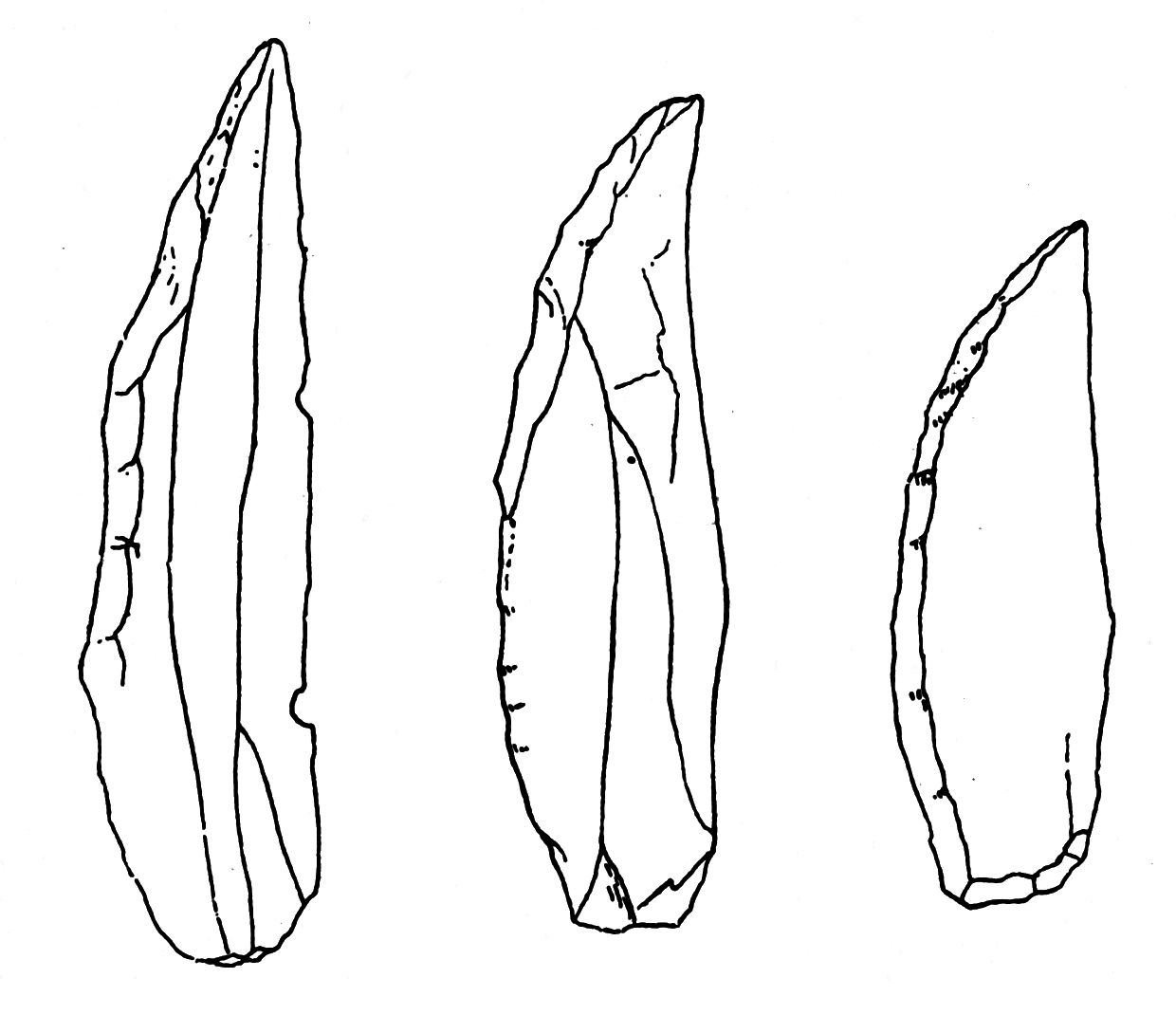
Umzeichnung von Spitzen der Châtelperronien-Industrie

Charakteristisch für die Werkzeugindustrie des Châtelperroniens ist die Neuentwicklung der Châtelperron-Spitzen (oder -Messer) mit gebogenem, abgestumpften Rücken.
Das Châtelperronien zeichnet sich einerseits durch das Vorkommen typischer jungpaläolithischer Elemente wie Knochen-, Geweih- und Elfenbein-Werkzeuge, Klingen und Schmuck aus. Die Verwendung von Knochenmaterial zur Herstellung von Waffen und Werkzeugen hat einige Vorläufer in den Neandertaler-Kulturen des Mittelpaläolithikums, wie die Knochenspitzen aus Salzgitter-Lebenstedt oder der Großen Grotte bei Blaubeuren. Elfenbein wurde weit häufiger als Werkstoff verwendet als Geweih.
Andererseits weisen Inventare des Châtelperronien noch einen deutlichen Anteil mittelpaläolithischer Technologien wie das Vorkommen der Levalloistechnik auf. In anderen Regionen Europas gab es ähnliche Übergangsindustrien, so in Ost- und Mitteleuropa das Bohunicien und Szeletien, in Italien das Uluzzien.

### Schmuckgegenstände

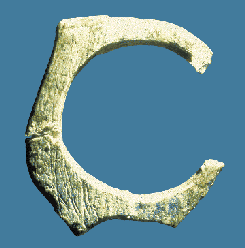
32 Millimeter großes, aus Knochen gefertigtes Ohrgehänge von Arcy-sur-Cure

Die Frage, wer die Träger des Châtelperroniens waren und inwieweit solche Interstratifikationen belegbar sind, spielt eine große Rolle in der Diskussion zur Genese der jungpaläolithischen Kleinkunst. Als sicherster Fundplatz für den Beleg von Schmuckobjekten des Neandertalers galt bislang die zwischen 1949 und 1963 von André Leroi-Gourhan ausgegrabene Grotte du Renne (Rentierhöhle), Teil der Höhlen von Arcy-sur-Cure, Département Yonne. Mit dem Beweis, dass es sich bei den isolierten Zähnen um Reste von Neandertalern handelt, schien zugleich gesichert, dass die in den Châtelperronien-Fundschichten gefundenen Schmuckgegenstände (Ohrgehänge, durchbohrte und mit Rillen versehene Zähne als Schmuckanhänger, Fossilien und anderes) mit dem Neandertaler in Verbindung stehen müssten. Die Fachzeitschrift Nature titelte 1996 anlässlich dieses Beitrags: Neanderthal Fashion. Offen schien dabei lediglich die Frage, ob dies durch Akkulturation des anatomisch modernen Menschen (Cro-Magnon-Mensch) in Europa geschehen ist, oder ob Neandertaler diese Entwicklung unabhängig vom eingewanderten modernen Menschen hervorgebracht hätten.
Neue 14C-Daten (31 AMS-Daten mit Ultrafiltration) konnten jedoch zeigen, dass die Châtelperronien-Schichten von Arcy eine Datenstreuung zwischen etwa 21.000–49.000 BP aufweisen, was im Sinne der Autoren für eine erhebliche Durchmischung des Fundhorizontes spricht. Einige modifizierte Knochen wurden direkt datiert und sind mit weniger als 30.000 BP eindeutig jünger als die letzten bekannten Neandertaler Südwesteuropas. Nach Ansicht der Autoren sei trotz der Assoziation mit Neandertalerresten nicht mehr sicher, dass es sich um ungestörte Schichten handelt. Vielmehr sei die Vermischung mit Artefakten und Schmuckgegenständen wahrscheinlich, die der anatomisch moderne Mensch (Cro-Magnon-Mensch) hergestellt hat. Dem widerspricht eine Serie von neuen 14C-Daten, die nach wie vor den Neandertaler mit dem Châtelperronien der Grotte du Renne assoziieren lässt.
Trotz der Unsicherheit bezüglich Arcy-sur-Cure sind zum Beispiel auch aus der spärlich dokumentierten Höhle von Quinçay, Département Vienne ähnliche Schmuckgegenstände aus Châtelperronien-Schichten bekannt. Dabei handelt es sich um perforierte Eckzähne von Wolf, Fuchs und Rothirsch. Auch in der Typlokalität Châtelperron, in Roche au Loup und anderen Fundplätzen sind Schmuckgegenstände gefunden worden. Neben aktiv veränderten Schmuckgegenständen spielen auch Fossilien eine Rolle, wie die Dentalien von Saint-Césaire. Eine zugespitzte Infragestellung von Neandertalerschmuck insgesamt scheint daher nicht angezeigt.

## Fundplätze

### Frankreich

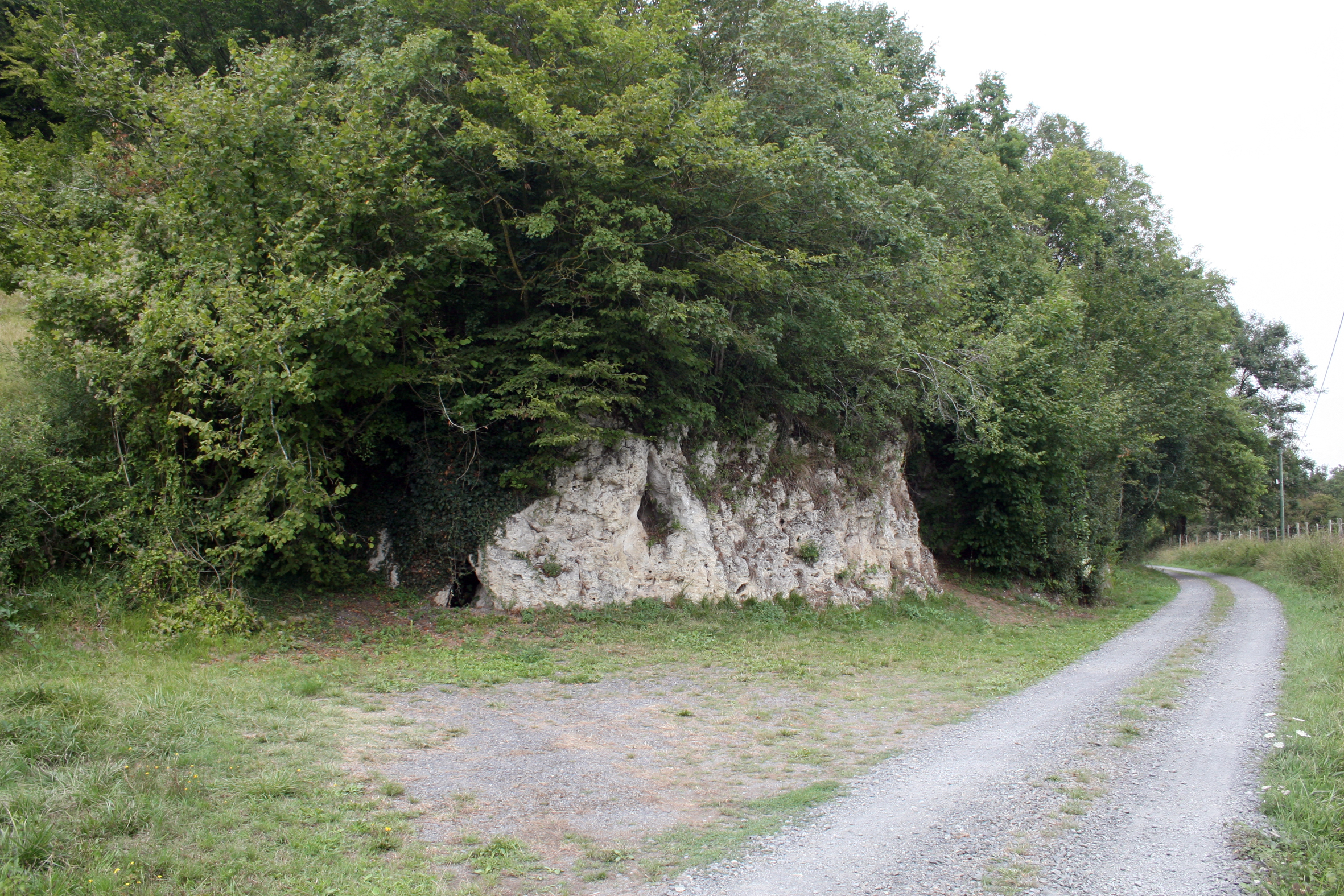
Grotte des Fées in Châtelperron

- Grotte du Renne, Arcy-sur-Cure, Département Yonne
- Brassempouy, Département Landes
- Grotte des Fées (Châtelperron), in Châtelperron, Département Allier – Typlokalität
- Combe Capelle, Département Dordogne
- Höhle von Gargas, Département Hautes-Pyrenées
- Höhle von Isturitz, Département Pyrenées-Atlantiques
- La Ferrassie (Schicht E), Département Dordogne
- La Quina, Département Charente
- Le Moustier, Département Dordogne
- Le Piage, Département Lot
- Quinçay, Département Vienne
- Roc de Combe, Département Lot
- Saint-Césaire, Département Charente-Maritime

### Nordspanien
- Aranbaltza
- Cueva el Pendo
- El Pendo